# Терлецкий, Константин Филиппович
Константин Филиппович Терлецкий (1887—1966) — морской офицер, подводник, в годы Первой мировой войны командовал подводной лодкой «Окунь» на Балтийском флоте, кораблестроитель, специалист в области подводного судостроения, руководил судостроительными и судоремонтными предприятиями, строитель первой советской подводной лодки «Декабрист», а также подводных лодок типа «Малютка», «Ленинец», «Щука», участник Великой Отечественной войны, заместитель главного инженера Адмиралтейского завода по судостроению, руководил постройкой ледоколов и крупнотоннажных танкеров. Герой Труда (1933).

## Биография
Константин Филиппович Терлецкий родился 23 ноября 1887 года в городе Кирсанове Тамбовской губернии (ныне Тамбовская область). Константин был старшим сыном в семье, в которой ещё воспитывались его сестра и брат. Младший брат Константина — Лев (1895, Самара — ок. 4 августа 1938, Филиппины) участвовал в Первой мировой войне, в 1917 году стал лётчиком. После революции, служил в Белой армии. В 1919 году эмигрировал в Америку. В 1922—1924 годах летал на внутренних рейсах Пан-Американской авиалинии. В 1925 году принял американское гражданство. Летал через Карибское море в Южную Америку. 4 августа 1938 года его самолёт пропал без вести между о. Гуам и Манилой (на борту самолёта находился секретный груз — три миллиона долларов наличными предназначенные для Чан Кайши).
Константин в 1906 году окончил Саратовское первое Александро-Мариинское реальное училище и поступил на юридический факультет Петербургского университета, но в 1908 году из-за бедственного положения семьи, которая не могла финансово помогать сыну, перешёл в младший специальный класс Морского корпуса. В автобиографии Терлецкий писал: «Побочные заработки во время учения в университете были случайны, редки и очень малы, и, так как мой возраст призывался в 1908 году, я решил посвятить себя морской службе».

### Служба в Российском императорском флоте
В 1911 году корабельный гардемарин Терлецкий с отличием окончил Морской корпус и произведён в мичманы, ему были вручены золотой знак об окончании корпуса и Нахимовская премия — 297 рублей. Фамилия Терлецкого была занесена на мраморную доску Морского корпуса. Был назначен для прохождения службы на крейсер «Рюрик», затем служил на крейсерах «Аврора» и «Баян». В 1913 году окончил с отличием курсы инженеров-механиков Подводного офицерского класса Либавского учебного отряда подводного плавания. 9 июня 1913 года был награждён орденом Святого Станислава 3 степени. Участник Первой мировой войны. В чине с 1 января 1915 года, в этот день был произведён в лейтенанты и назначен старшим инженером-механиком на подводную лодку «Акула». С 23 января 1915 года Терлецкий исполнял должность старшего офицера подводной лодки «Барс».
В 1915 году Морское министерство объявило конкурс на проект новой подводной лодки. На конкурс было отобрано одиннадцать проектов. Один из них носил наименование «ТЯТ» — по первым буквам фамилий авторов: корабельного инженера штабс-капитана Янькова, поручика Токмакова и лейтенанта Терлецкого. Морской генеральный штаб дал положительную оценку этому проекту: «… удовлетворяющий всем главным основным заданиям при сравнительно малом водоизмещении. Особенностями проекта следует отметить систему погружения, которая благодаря централизации, несмотря на значительное количество цистерн, обеспечивает быстрое и простое погружение. Хорошо разработана погрузка мин в траверзные трубчатые аппараты… полагаем желательным принять во внимание этот проект при заказе первой опытной лодки», но проект «ТЯТ» так и не был выбран для постройки.
28 декабря 1915 года за участие в боевых действиях был награждён орденом Святой Анны 3 степени с мечами и бантом. 31 марта 1916 года за храбрость был награждён орденом Святой Анны 4 степени. 6 апреля 1916 года старший лейтенант Терлецкий был назначен командиром подводной лодкой «Окунь».
Вследствие контузии и болезни был переведен на береговую должность. С 23 января 1917 года состоял старшим производителем работ отдела подводного плавания Главного управления кораблестроения, с марта того же года, оставаясь на указанной должности, был наблюдающим за постройкой подводных лодок на Балтийском судостроительном заводе, а затем консультантом на Русско-Балтийский судостроительный завод в Ревеле.

### Служба в советском ВМФ
В январе 1917 года был назначен старшим производителем работ Главного управления кораблестроения и наблюдающим за постройкой кораблей на Адмиралтейском, Балтийском заводах и Северной верфи. В годы Гражданской войны сооружал плавучие батареи и подводные лодки, занимался их переброской для Волжской военной флотилии. Осенью 1918 года был командирован на Каспий, куда были доставлены после ремонта подводные лодки «Макрель» и «Минога». После окончания Гражданской войны занимался ремонтом и восстановлением подводных лодок на судостроительных заводах в Ленинграде. В конце 30-х годов участвовал в строительстве первой советской подводной лодки типа «Декабрист» и участвовал в их ходовых испытаниях. Был командирован в Николаев, где был строителем подводных лодок типа «Малютка». В 1932 году был командирован во Владивосток на Дальзавод № 202 для руководства работами по постройке из сборных секций подводных лодок V серии типа «Щука». Под его руководством были собраны и спущены на воду 13 подводных лодок, за что в 1933 году ему было присвоено звание Героя Труда. В апреле 1934 года был командирован в Хабаровск главным инженером судостроительного завода им. Кирова, в том же году награждён орденом Ленина «за скоростную постройку подводных лодок на ДВК».
В декабре 1935 года был назначен руководителем монтажных и электромонтажных работ при постройке доков на строительстве Амурского судостроительного завода, где также принимал участие в строительстве подводных лодок Л-11 и Л-12. В сентябре 1937 года был снова командирован во Владивосток достраивать, испытывать и сдавать подводные лодки. В феврале 1939 года вернулся в Ленинград на Адмиралтейский завод на должность главного инженера по подводному судостроению.
В годы Великой Отечественной войны в блокадном Ленинграде руководил ремонтом, подъёмом боевых кораблей, изготовлением артиллерийских снарядов. Участвовал в достройке и испытаниях подводных лодок «Щ-407», «Щ-408», «К-51», «К-52», «К-53», строительстве ПЛ «Щ-411». В июле 1942 года при артобстреле завода был повреждён прочный корпус ПЛ «Щ-408», лодка стала тонуть. Терлецкий «своим личным мужеством и умелым руководством предотвратил корабль от затопления путём кренования, наложения пластыря и быстрой заделки пробоины». Был награждён орденом Отечественной войны I степени.
В мае 1945 года Приказом Командующего Балтийским флотом Терлецкий был награждён медалью «За оборону Ленинграда» и «За доблестный труд в ВОВ 1941—1945 гг.».
После окончания войны, Терлецкий продолжал работать на Адмиралтейском заводе, заместителем главного инженера по судостроению, руководил постройкой ледоколов и крупнотоннажных танкеров, участвовал в постройке первого атомного ледокола «Ленин».
Умер Константин Филиппович Терлецкий 3 февраля 1966 года. Похоронен на Серафимовском кладбище.
Подводные лодки, в строительстве которых принимал участие К. Ф. Терлецкий
Всего при участии К. Ф. Терлецкого было построено 47 подводных лодок.
- ПЛ типа «Декабрист»
- ПЛ тип «Щука»
- ПЛ типа «Малютка»
- ПЛ типа «Ленинец»

## Личная жизнь, семья
До революции Константин Филиппович Терлецкий был влюблён в жену своего командира подводной лодки «Акула» капитана 2-го ранга С. Н. Власьева. В начале 1915 года Иоанна Александровна Власьева (урождённая Ян, дочь отставного генерал-майора артиллерии Александра Францевича Яна), забрав детей — дочку Тамару и двух сыновей Николай и Ростислава, ушла от Власьева к Терлецкому. Невенчанные, они вместе жили в Ревеле. Терлецкий получил в командование лодку «Окунь», которая базировалась на Аландских островах. В конце ноября 1916 года Иоанна Александровна отправилась на Аланды навестить Константина Терлецкого. 1 декабря, возвращаясь в Ревель на транспорте «Шифтет», Иоанна Александровна погибла в результате взрыва транспорта на мине. Двое из троих детей Власьева (старший сын Николай к этому моменту уже поступил в Морской корпус) оказались на руках командира «Окуня». Терлецкий был глубоко верен памяти Иоанны Александровны, и дети Власьева долго находились под его опекой. Младший сын Власьевых — Ростислав Сергеевич Власьев (14 августа 1907, Либава, Курляндская губерния — 6 декабря 1986, Ленинград) многие годы считал Терлецкого своим отцом, пошёл по его стопам, стал судостроителем, лауреатом Ленинской премии. В 1917 году Терлецкий женился на Ольге Николаевне. У них родился сын Борис, который стал танкистом и погиб в первые дни Великой Отечественной войны.

## Награды
Российской империи:
- орден Святого Станислава 3 степени (9 июня 1913);
- орден Святой Анны 3 степени с мечами и бантом (28 дек 1915);
- орден Святой Анны 4 степени за храбрость (31 марта 1916);
- светло-бронзовая медаль «В память 300-летия царствования дома Романовых» (1913);
- светло-бронзовая медаль «В память 200-летия морского сражения при Гангуте» (1915)[1].

Иностранные:
- Медаль Сиамской короны[1].

Советские:
- Герой Труда (1933);
- орден Ленина (1934);
- орден Красной Звезды (25 мая 1945)[9];
- орден Отечественной войны 1 степени (1945);[10]
- медали, в том числе медаль «За оборону Ленинграда» и медаль «За доблестный труд в Великой Отечественной войне 1941—1945 гг.»[7].